# Шпак, Оксана Владимировна
Оксана Владимировна Шпак (Белова; род. 18 января 1982, Бобруйск, Могилёвская область) — белорусская футболистка, защитница. Выступала за сборную Белоруссии. Также выступает в пляжном футболе и мини-футболе. Мастер спорта РБ.

## Биография
В детстве занималась баскетболом и гандболом, в 13-летнем возрасте пришла в футбол. Первый тренер в футболе — Анатолий Александрович Бжузак. В юном возрасте начала играть за основной состав «Бобруйчанки» и в 17 лет стала мастером спорта.
В сезоне 2003/04 играла за польский клуб «Медик», по другим данным провела в клубе четыре сезона, была серебряным и бронзовым призёром чемпионата Польши и обладательницей Кубка страны. Летом 2005 года перешла в российский клуб «Лада» (Тольятти), где играла вместе с другими белорусками — Мариной Лис и Натальей Рыжевич. Стала серебряным призёром чемпионата России 2005 года. В составе «Лады» выступала в матчах Кубка УЕФА, стала автором «дубля» в матче против польского «АЗС Вроцлав» (3:3). Позднее играла в Казахстане за «Алма-КТЖ».
В 2009 году выступала за «Университет» (Витебск), с которым стала чемпионкой Белоруссии и принимала участие в играх Лиги чемпионов. Включалась в список 22-х лучших футболисток страны (2009). В 2010 году вернулась в «Бобруйчанку», в её составе побеждала в чемпионате страны 2010 и 2011 годов, стала финалисткой Кубка Белоруссии (2010) и обладательницей Суперкубка страны (2011). Признана лучшей футболисткой чемпионата Белоруссии 2010 и 2011 годов.
В 2012 году перешла в казахстанский клуб «СШВСМ-Кайрат», вскоре переименованный в «СШВСМ-Барыс». В его составе стала победительницей (2012) и серебряным призёром (2013) чемпионата Казахстана. В сезоне 2013 года провела 21 матч (4 гола) в чемпионате Казахстана, по одной игре в Кубке и Суперкубке страны, а также 2 матча в Лиге чемпионов.
В 2014 году вернулась в «Бобруйчанку», но клуб уже не боролся за высокие места. Продолжала играть в высшей лиге Белоруссии почти до 40-летнего возраста. Была капитаном команды.
Много лет выступала за сборную Белоруссии, была её капитаном. Провела не менее 20 матчей в отборочных турнирах чемпионатов мира и Европы. Последние матчи сыграла в 2014 году.
В пляжном футболе в составе «Бобруйчанки» становилась чемпионкой и лучшим бомбардиром чемпионата Белоруссии (6 голов) в 2017 году. Выступала за сборную Белоруссии по пляжному футболу, приняла участие в её первых матчах в истории — против России в июле 2019 года.
Также играет за «Бобруйчанку» в высшей лиге Белоруссии по мини-футболу.
До середины 2010-х годов выступала под фамилией Шпак, во второй половине 2010-х годов — как Белова. По состоянию на 2020 год снова носит фамилию Шпак.